# Alexandra Fuller
Pour les articles homonymes, voir Fuller et Alexandra Fuller (squash).
Alexandra Fuller, née en 1969 à Glossop dans le Derbyshire, est une écrivaine zimbabwéenne et britannique.
Son premier livre, Don't Let's Go to the Dogs Tonight, raconte son enfance dans une ferme en Rhodésie (aujourd'hui Zimbabwe). Après la Seconde Chimurenga, la guerre entre les Blancs et les Noirs pour le contrôle du pays, les Fuller déménagèrent au Malawi, puis en Zambie.
Le livre reçut le prix Mémorial Winifred Holtby en 2002, fut un Notable Book du prestigieux journal New York Times la même année, et fut également finaliste du First Book Award du Guardian de Londres.
Son second livre, Scribbling the Cat, fut publié en 2004. Il reçut le prix Lettre Ulysses de journalisme en 2006.
Fuller est titulaire d'une licence de l'Université de l'Acadie de Nouvelle-Écosse au Canada. 

## Œuvres
- (en) Don't Let's Go to the Dogs Tonight: An African Childhood ; Picador, 2003,  (ISBN 0-330-49019-2)
- (fr) Larmes de pierre : Une enfance africaine, Calmann-Lévy, 2002,  (ISBN 2-7021-3281-2)
- (en) Scribbling the Cat: Travels with an African Soldier ; Picador, 2005,  (ISBN 0-330-43399-7)
- (fr) L'Afrique au cœur : Carnet de route ; Éditions des deux terres, 2005,  (ISBN 2-84893-020-9)
- (en) The Legend of Colton H. Bryant ; Simon & Schuster Ltd, 2008  (ISBN 978-1-84737-275-8)
- (fr) Une vie de cow-boy ; Éditions Des Deux Terres, 2010  (ISBN 978-2-84893-074-9)
- (fr) L'arbre de l'oubli ; Éditions Des Deux Terres, 2010  (ISBN 9782848931272)
- (en) Leaving Before the Rains Come, 2017.  (ISBN 9781785413049)

## Vie privée
Elle rencontra son mari américain Charlie Ross en Zambie, où il gérait une compagnie de rafting. Ils déménagèrent au Wyoming en 1994, où ils vivent actuellement avec leurs trois enfants. Fuller et Ross divorcèrent en 2012.